# Paul E. Joseph Stadium
Paul E. Joseph Stadium – stadion wielofunkcyjny w Frederiksted, na wyspie Saint Croix, na Wyspach Dziewiczych Stanów Zjednoczonych. Jest używany obecnie przeważnie do meczów piłkarskich, jak również baseballa i futbolu amerykańskiego. Gości domowe mecze Reprezentacji Wysp Dziewiczych Stanów Zjednoczonych w piłce nożnej. Stadion mieści 5000 widzów. 31 marca 1967 gościł pierwsze mecze Major League Baseball na Wyspach Dziewiczych, kiedy New York Yankees zagrali przeciwko Boston Red Sox.
Został zburzony w 2015.